# Армянское общенациональное движение
Армянское общенациональное движение (арм. Հայոց Համազգային Շարժում, ՀՀՇ) — бывшая наиболее крупная общественно-политическая организация Армении либерально-демократической ориентации. Находилась у власти в 1991—1998 годах. В 1990 на выборах в Верховный Совет партия получила 36% голосов.
- Лидерами были — Левон Тер-Петросян, Тер-Усик Лазарян, Александр Арзуманян, Вано Сирадегян и Арарат Зурабян.

Внеочередной 18-й съезд партии «Армянское общенациональное движение» большинством голосов принял решение присоединиться к инициативе создания партии «Армянский национальный конгресс», и партия переименована в АНК.

## Первый созыв (1990)
Араркцян, Бабкен Гургенович
Рубинян, Карапет Рубенович
Саакян, Ара Акопович
Манукян, Вазген Микаэлович
Сирадегян, Вано Смбатович (В связи с назначением на должность министра внутренних дел (17.02.1992) депутатские полномочия прекращены)
Асатрян, Баграт Арташесович
Папаян, Рафаэль Ашотович
Шахназарян, Давид Гургенович
Григорян, Степан Гургенович
Абгарян, Ерджаник Аветисович
Восканян, Ашот Вагинакович
Манукян, Арам Вигенович
Алексанян, Марат Егорович
Ширханян, Ваган Жораевич
Мартиросян, Размик Мартиросович
Нерсисян, Гагик Грачаевич
Абрамян, Гагик Аршавирович

## Второй созыв (1995)
Араркцян, Бабкен Гургенович
Рубинян, Карапет Рубенович
Саакян, Ара Акопович
Лазарян, Тер-Усик Беникович
Абгарян, Ерджаник Аветисович
Абрамян, Гагик Аршавирович
Айвазян, Вардан Суренович
Асатрян, Баграт Арташесович
Багдасарян, Артур Ваганович
Барсегян, Степан Сарибекович
Безирджян, Хачатур Оникович
Геворгян, Самвел Владимирович
Гимишян, Мкртыч Егикович
Егорян, Эдуард Шмавонович
Егиазарян, Армен Бениаминович
Игитян, Ованес Гензикович
Хачатрян, Лёвик Манукович
Хримян, Арарат Варданович
Киракосян, Армен Арамович
Акопян, Алексан Акопович
Айоцян, Вардгес Арсенович
Ованнисян, Седрак Мнацаканович
Малхасян, Мясник Жораевич
Макеян, Петрос Степанович
Манукян, Арам Вигенович
Манукян, Пандухт Амаякович
Мартиросян, Размик Мартиросович
Нерсисян, Гагик Грачаевич
Восканян, Ашот Вагинакович
Папаян, Рафаэль Ашотович

## Восстановление партии
В 2016 году партия восстановлена, и на выборах 2017 году 1 член партии входил в состав блока "Царукян".